# دیلون اندرسن
دیلون اندرسن (انگلیسی: Dillon Anderson؛ ۱۴ ژوئیهٔ ۱۹۰۶ – ۲۹ ژانویهٔ ۱۹۷۴) یک سیاست‌مدار اهل ایالات متحده آمریکا بود.